# Austin Powers in Goldmember
Austin Powers in Goldmember är en amerikansk action-komedi från 2002 i regi av Jay Roach med Mike Myers i huvudrollen som både Austin Powers och Dr. Evil. Filmen hade Sverigepremiär den 11 oktober 2002.

## Handling
Austin Powers får veta att hans far har blivit kidnappad och tvingas resa tillbaka i tiden till 1975 för att rädda honom.

## Om filmen
- Austin Powers in Goldmember är den tredje filmen om agenten Austin Powers, spelad av Mike Myers.
- Det är en stor mängd cameo-roller i filmen med bland andra Britney Spears, John Travolta, Gwyneth Paltrow, Danny DeVito, Kevin Spacey, Tom Cruise, Quincy Jones, Steven Spielberg och The Osbournes.

## Rollista (urval)
- Mike Myers -Austin Powers/Dr. Evil/Goldmember/Fat Bastard
- Beyoncé Knowles - Foxxy Cleopatra
- Seth Green - Scott Evil
- Michael York - Basil Exposition
- Robert Wagner - Number Two
- Mindy Sterling - Frau Farbissina
- Verne Troyer - Mini Me
- Michael Caine - Nigel Powers
- Fred Savage - Number Three

## Möjlig uppföljare
I april 2017 när 20-årsjubileet närmade sig för Austin Powers: Hemlig internationell agent, hävdade Mike Myers att han skulle älska att göra en annan Austin Powers-film, men publiken skulle "bara behöva se". Två dagar senare uppgav regissören Jay Roach att en fjärde film bara skulle inträffa om Myers skapar en bra historia för den.
I januari 2020 indikerade Roach att han var intresserad av att göra en fjärde film.